# Hong Kexin
Hong Kexin (Nanjing, 6 de janeiro de 2002) é uma lutadora de estilo-livre chinesa.

## Carreira
Hong começou a treinar luta livre no Instituto de Esportes de Nanquim em 2015. Ela foi selecionada para a seleção chinesa em 2023.
Ela competiu no Torneio de Qualificação Olímpica de Luta Livre Asiática de 2024 em Bishkek, Quirguistão, e conquistou uma vaga para a China nas Olimpíadas de Verão de 2024 em Paris, França. Ela ganhou uma das medalhas de bronze no evento feminino de 57 kg nas Olimpíadas.